# 궈슈자
궈슈자(郭修甲(곽수갑), 1915년 10월 20일~1981년 4월 11일)는 중화민국(타이완)의 군인 겸 정치인이자 외교관이었다.

## 생애

### 일생
그는 황푸 군관학교(제13기)·중화민국 국방대학교를 나온 후 1949년 8월 15일 국부천대 사태로 인하여 타이베이(타이완)로 이주하였고 1959년 1월 15일, 중화민국 육군 소장 예편하였으며 이후 1961년 중화민국(대만)의 먀오리 민정국 부국장보 등을 지냈다.

## 트리비아

### 국제정치외교학 관련
때때로 대한민국의 자유중화민국(타이완) 관련 국제정치외교학자들은, 한국어 독음으로써, 궈슈자 그를 곽수갑으로 지칭하여 불렀었다.